# Seloi Craic
Seloi Craic (em tétum:  Seloi Kraik) é uma aldeia e suco (subdistritos timorenses) situada no posto administrativo de Aileu, no município homónimo, em Timor-Leste. A área administrativa cobre uma área de 36,87 quilómetros quadrados e no momento do censo de 2015, tinha uma população de 3 585 habitantes.

## Aldeias
- Casa Mou
- Colihoho
- Fatumane
- Faularan
- Halmeta
- Leburai Udo
- Rai Cualefa
- Tabulasi
- Taliforleu
- Lio[2]